# Galina Bystrova
Galina Petrovna Bystrova (in russo Галина Петровна Быстрова?; Nachičevan', 8 febbraio 1934 – 11 ottobre 1999) è stata una multiplista e ostacolista sovietica, tre volte campionessa europea.
Oltre al bronzo olimpico di Tokyo 1964, vanta anche le partecipazioni ai Giochi olimpici di Melbourne 1956 e Roma 1960.

## Palmarès
| Anno | Manifestazione  | Sede      | Evento     | Risultato  | Prestazione | Note |
| ---- | --------------- | --------- | ---------- | ---------- | ----------- | ---- |
| 1956 | Giochi olimpici | Melbourne | 80 hs      | 4ª         | 11"0        |      |
| 1958 | Europei         | Stoccolma | 80 hs      | Oro        | 10"9        |      |
| 1958 | Europei         | Stoccolma | Pentathlon | Oro        | 4 733 p.    |      |
| 1960 | Giochi olimpici | Roma      | 80 hs      | 5ª         | 11"2        |      |
| 1962 | Europei         | Belgrado  | 80 hs      | 6ª         | 10"8        |      |
| 1962 | Europei         | Belgrado  | Pentathlon | Oro        | 4 833 p.    |      |
| 1964 | Giochi olimpici | Tokyo     | 80 hs      | semifinale | 10"8        |      |
| 1964 | Giochi olimpici | Tokyo     | Pentathlon | Bronzo     | 4 956 p.    |      |